# Kenneth allein zu Haus
Kenneth allein zu Haus ist das Debütalbum des deutschen Rappers Kay One. Es wurde am 7. Mai 2010 als Standard- und Premium-Edition über Bushidos Label ersguterjunge veröffentlicht.

## Produktion
Die Beats für das Album wurden größtenteils von Djorkaeff, Beatzarre und Bushido produziert.

## Covergestaltung
Das Albumcover ist hauptsächlich in Blautönen gehalten. Es zeigt Kay One mit verschränkten Armen, Sonnenbrille und Lederjacke tragend. Im Hintergrund sind die Umrisse zweier Häuser und der Mond zu sehen. Der Schriftzug Kay One steht in leuchtenden Buchstaben im linken oberen Bildteil, der Titel Kenneth allein zu Haus befindet sich am unteren Bildrand.

## Gastbeiträge
| Professionelle Bewertungen | Professionelle Bewertungen |
| -------------------------- | -------------------------- |
| Kritiken                   |                            |
| Quelle                     | Bewertung                  |
| laut.de                    | [ 1 ]                      |
| rap.de                     | [ 2 ]                      |
| rappers.in                 | [ 3 ]                      |

Auf neun Lieder des Albums treten andere Künstler in Erscheinung. So hat sein Labelboss Bushido Gastbeiträge bei den Songs Style & das Geld (als Sonny Black) und Du fehlst mir. Der Sänger Philippe Heithier ist bei Verzeih mir, Bitte vergiss mich nicht, Nichts ist für immer und Nie vorbei zu hören. Der Rapper Frauenarzt tritt bei Bis die Polizei kommt in Erscheinung und Fler rappt einen Part auf Deine Zeit kommt. Bei Rockstar wird Kay One hingegen von Nyze und Benny Blanko unterstützt.

## Titelliste
| #      | Titel                    | Gastmusiker                 | Länge |
| ------ | ------------------------ | --------------------------- | ----- |
| 1      | Intro                    | Bushido                     | 3:00  |
| 2      | Kenneth allein zu Haus   |                             | 3:25  |
| 3      | Sexy Teens               |                             | 3:06  |
| 4      | Irgendwann               |                             | 3:38  |
| 5      | Style & das Geld         | Sonny Black (alias Bushido) | 3:15  |
| 6      | Verzeih mir              | Philippe Heithier           | 3:21  |
| 7      | So allein                |                             | 3:37  |
| 8      | Bis die Polizei kommt    | Frauenarzt                  | 3:41  |
| 9      | Tierheim Skit            |                             | 1:40  |
| 10     | Ich brech die Herzen     |                             | 3:48  |
| 11     | Rockstar                 | Nyze & Benny Blanko         | 4:31  |
| 12     | Bitte vergiss mich nicht | Philippe Heithier           | 4:25  |
| 13     | Du fehlst mir            | Bushido                     | 3:04  |
| 14 (*) | Deine Zeit kommt         | Fler                        | 3:58  |
| 15     | Ein guter Tag + Skit     |                             | 5:43  |
| 16     | Bushido                  |                             | 3:36  |
| 17 (*) | Noch zu lernen           |                             | 3:32  |
| 18 (*) | Nichts ist für immer     | Philippe Heithier           | 4:12  |
| 19     | In Liebe, Dein Bruder    |                             | 3:24  |
| 20     | Nie vorbei               | Philippe Heithier           | 3:41  |
| 21     | Outro                    | Bushido                     | 2:39  |

(*) Die Titel 14; 17 & 18 sind nur auf der Premium-Edition enthalten.

## Chartplatzierungen und Singles
Kenneth allein zu Haus stieg in der 21. Kalenderwoche des Jahres 2010 auf Platz 7 in die deutschen Albumcharts ein. In den folgenden Wochen belegte das Album die Positionen 41; 73 und 76, nach sechs Wochen verließ es die Top 100.
Als Single wurde am 30. April 2010 Ich brech die Herzen veröffentlicht. Der Song konnte auf Platz 67 der Charts einsteigen, verließ die Top 100 jedoch in der folgenden Woche wieder. Außerdem wurde zum Song Style & das Geld ein Video gedreht, das mit über 40 Millionen Aufrufen eines der meistgesehenen Deutschrap-Videos auf YouTube ist.